# Anerincleistus macranthus
Anerincleistus macranthus är en tvåhjärtbladig växtart som beskrevs av George King. Anerincleistus macranthus ingår i släktet Anerincleistus och familjen Melastomataceae. Inga underarter finns listade i Catalogue of Life.